# Distrikt Iray
Der Distrikt Iray liegt in der Provinz Condesuyos in der Region Arequipa in Südwest-Peru. Der Distrikt wurde am 26. November 1917 gegründet. Er besitzt eine Fläche von 238 km². Beim Zensus 2017 wurden 641 Einwohner gezählt. Im Jahr 1993 lag die Einwohnerzahl bei 774, im Jahr 2007 bei 707. Die Distriktverwaltung befindet sich in der etwa 2460 m hoch gelegenen Ortschaft Iray mit 384 Einwohnern (Stand 2017). Iray liegt 3 km südöstlich der Provinzhauptstadt Chuquibamba.

## Geographische Lage
Der Distrikt Iray liegt im Südosten der Provinz Condesuyos. Die Quebrada de Huario, ein rechter Nebenfluss des Río Majes, durchquert den Distrikt in südöstliche Richtung.
Der Distrikt Iray grenzt im Osten und im Süden an den Distrikt Aplao (Provinz Castilla), im Westen an den Distrikt Chuquibamba sowie im äußersten Norden an den Distrikt Pampacolca (Provinz Castilla).